# Escalos de Cima e Lousa
Escalos de Cima e Lousa (oficialmente: União das Freguesias de Escalos de Cima e Lousa) é uma freguesia portuguesa do município de Castelo Branco, com 51,24 km² de área e 1256 habitantes (censo de 2021). A sua densidade populacional é 24,5 hab./km².

## História
Foi constituída em 2013, no âmbito de uma reforma administrativa nacional, pela agregação das antigas freguesias de Escalos de Cima e Lousa e tem a sede em Escalos de Cima.

## Demografia
A população registada nos censos foi:
| Distribuição da População por Grupos Etários | Distribuição da População por Grupos Etários | Distribuição da População por Grupos Etários | Distribuição da População por Grupos Etários | Distribuição da População por Grupos Etários | Distribuição da População por Grupos Etários |
| -------------------------------------------- | -------------------------------------------- | -------------------------------------------- | -------------------------------------------- | -------------------------------------------- | -------------------------------------------- |
| Antes da agregação                           |                                              |                                              |                                              |                                              |                                              |
| Ano                                          | 0-14 anos                                    | 15-24 anos                                   | 25-64 anos                                   | >= 65 anos                                   | Total                                        |
| 2001                                         | 159                                          | 240                                          | 896                                          | 567                                          | 1862                                         |
| 2011                                         | 122                                          | 118                                          | 785                                          | 534                                          | 1559                                         |
| Após a agregação                             |                                              |                                              |                                              |                                              |                                              |
| Ano                                          | 0-14 anos                                    | 15-24 anos                                   | 25-64 anos                                   | >= 65 anos                                   | Total                                        |
| 2021                                         | 100                                          | 72                                           | 549                                          | 535                                          | 1256                                         |